# Bear Lake (Colombie-Britannique)
Bear Lake est une communauté canadienne de la Colombie-Britannique, auprès de la ville de Prince George.